# Кульбакин, Степан Михайлович
Степан Михайлович Кульбакин (28 июля 1873 или 9 августа 1873, Тифлис — 21 декабря 1941 или 22 декабря 1941, Белград, Немецкая военная администрация в Сербии, Германия) — русский филолог-славист, палеограф, профессор Харьковского и Белградского университетов, член Сербской академии наук.

## Биография

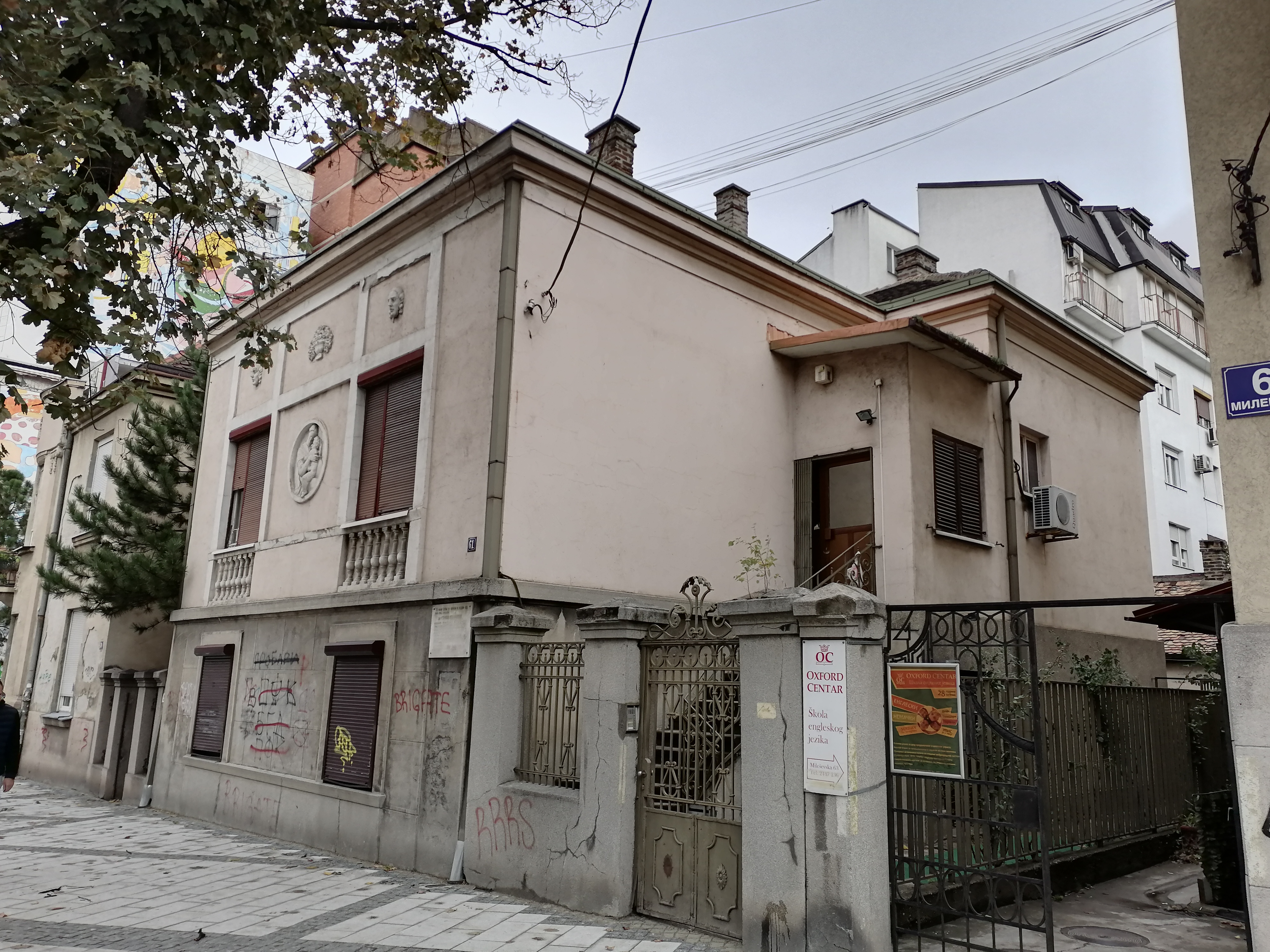
Белград

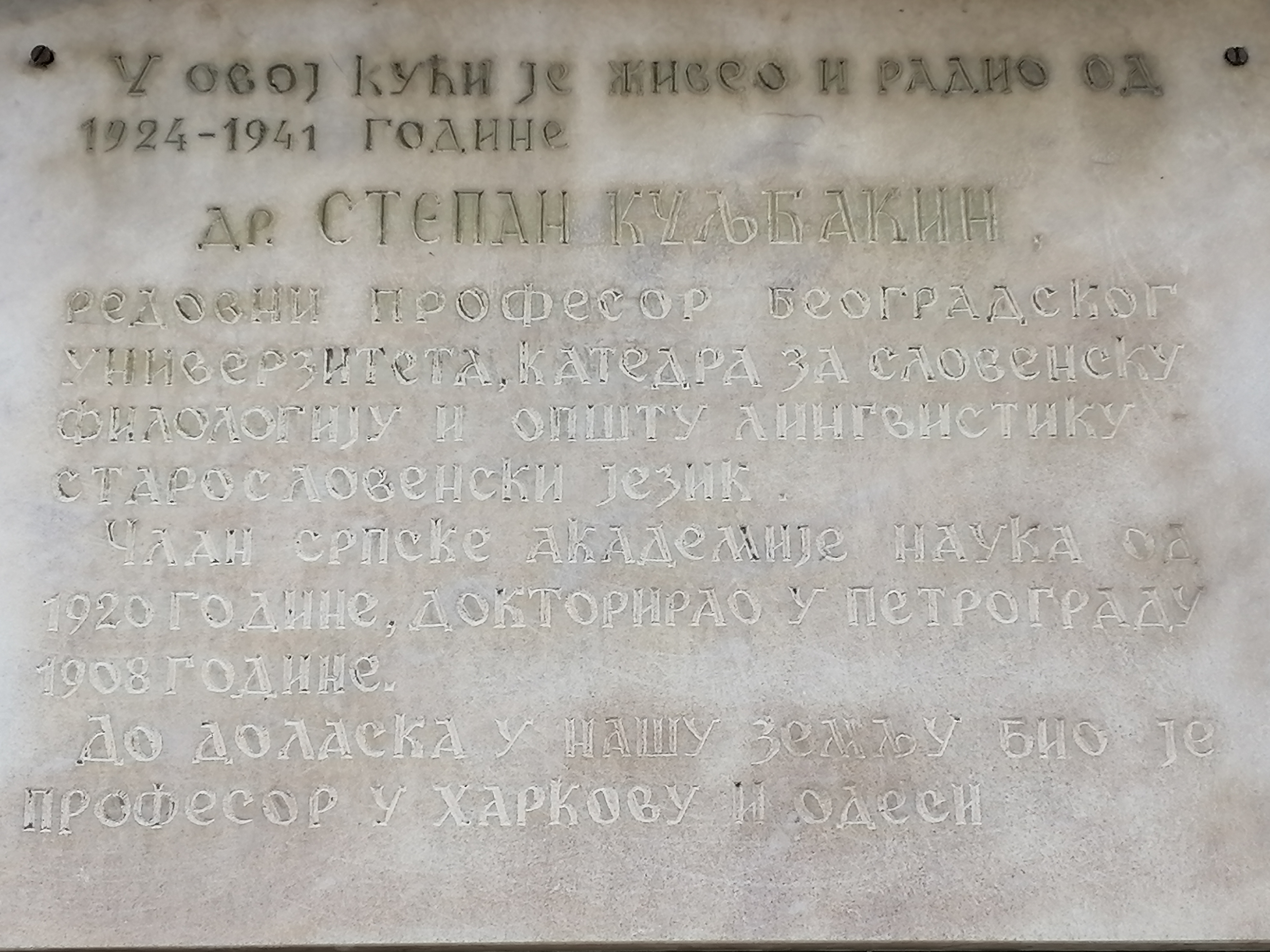
Белград

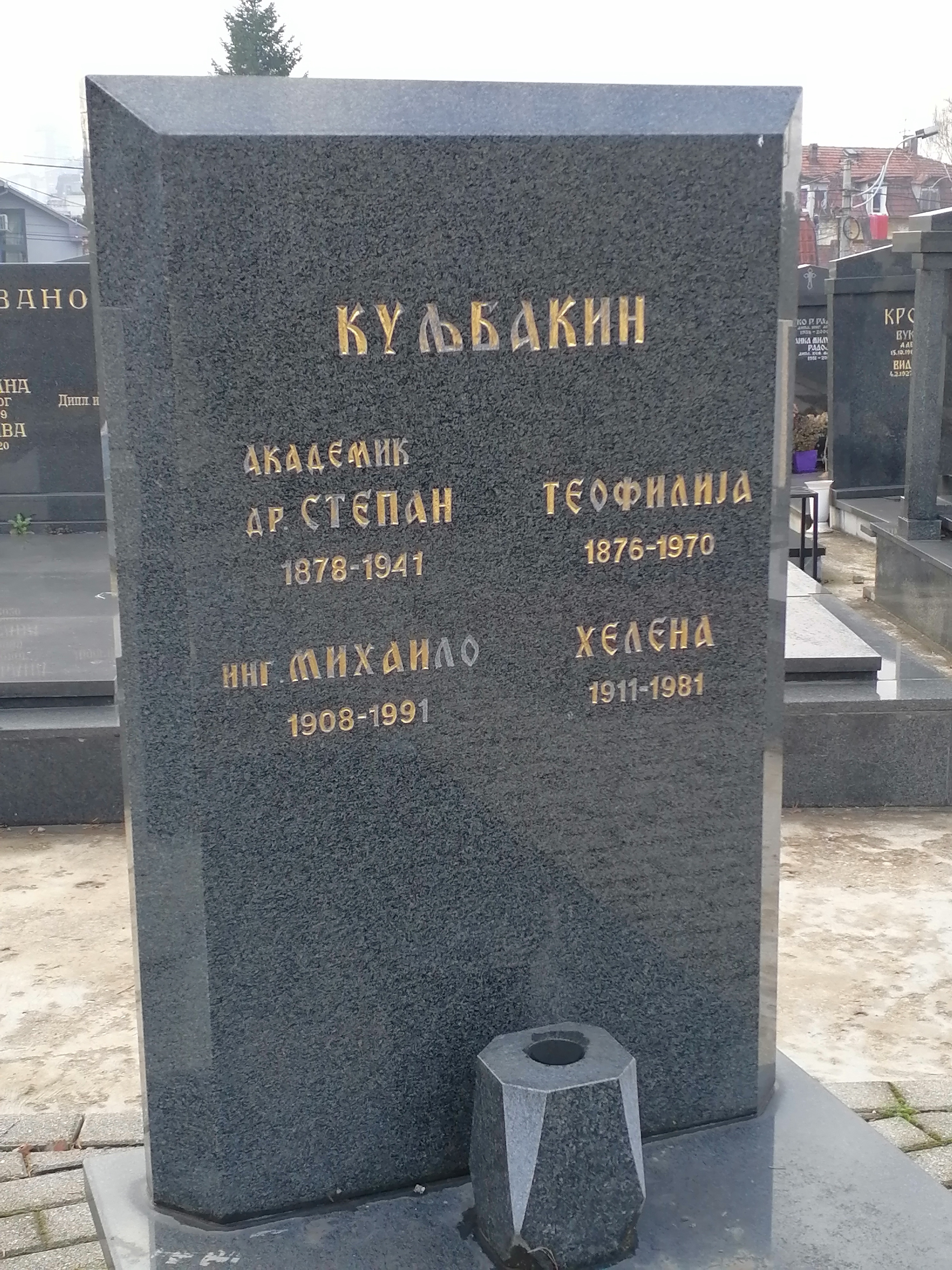
Белград

Родился 28 июля 1873 года в Тифлисе.
Окончил историко-филологический факультет Новороссийского университета (1896), был оставлен для приготовления к профессорскому званию. В это время работал в архивах и библиотеках Москвы и Санкт-Петербурга. С 1900 года — приват-доцент Новороссийского университета.
В 1901—1903 годах находился в научной командировке по славянским странам, исследовал памятники письменности, а также современные славянские языки и их диалекты. С 1904 — доцент, затем профессор (1908—1919) по кафедре славянской филологии Харьковского университета и Высших женских курсов в Харькове. В 1911—1919 — ректор Высших женских курсов. В 1917 году стал читать лекции ещё и в Народном университете, недавно учрежденном Харьковской городской думой.
За магистерскую диссертацию «К истории и диалектологии польского языка» (1903) и докторскую диссертацию «Охридская рукопись Апостола конца XII века» (1908) получил академические премии: имени А. А. Котляревского и имени М. Н. Ахматова.
В 1911—1912 годах в Харькове вышел его фундаментальный труд «Древнецерковнославянский язык», в трех выпусках: фонетика (выпуск 1), реконструкция форм праславянских и форм древнецерковнославянского языка (выпуск 2), тексты с кратким словарем (выпуск 3).
Придерживался либерально-демократических взглядов, но до революции политической деятельностью не занимался. В июне 1919 в составе городской делегации приветствовал генерала Деникина, освободившего город от красных. В октябре того же года был избран гласным восстановленной Харьковской городской думы от беспартийных. Однако уже в декабре покинул город вслед за отступавшими деникинцами.
В 1920 эмигрировал в Югославию, преподавал в университете Скопье. В 1924 году перешёл в Белградский университет, где работал его старый знакомый Александр Белич, и стал профессором богословского факультета.
В 1921 вошёл в состав государственной комиссии по делам русских беженцев в качестве представителя Министерства народного просвещения. Был представителем русских педагогических организаций Югославии. В 1922 году составил учебник «Краткая сербская грамматика для русских» для эмигрантов в Югославии. В предисловии грамматики писал: «Настоящая книжка имеет в виду ввести русского, волею судеб лишенного на время родины и живущего в Сербии, в изучение сербского языка».
Член-корреспондент РАН (1919), член-корреспондент (1921), действительный член (1925) Сербской Королевской академии наук.
Скончался 21 декабря 1941 года в Белграде. Похоронен на Новом кладбище.
В СССР работы Кульбакина не издавались.

## Работы
- Хиландарские листки. Отрывок кирилловской письменности XI века. — СПб., 1900.
- К истории и диалектологии польского языка, 1903.
- Охридская рукопись Апостола конца XII века, 1907.
- Древнецерковнославянский язык: I. Введение. Фонетика. — Харьков, 1911.
- Грамматика церковно-славянского языка по древнейшим памятникам, Петроград, 1915. (Переиздания: М.: УРСС, 2005; М.: ЛИБРОКОМ, 2013).
- Сербский язык, 1915. (2-е изд. 1917).
- Украинский язык. Краткий очерк фонетики и морфологии, 1918.
- Краткая сербская грамматика для русских. — Београд, 1920. (2-е изд. 1922.)
- Акцентска питања. — Београд, 1921.
- О типе средней школы и учебном плане, 1924.
- Du classement des manuscrits dits moyen-bulgares. — Skopje, 1923.
- Палеографска и jезичка испитивања о Мирослављевом jеванђељу. — Сремски Карловици, 1925.
- Mluvnice jazyka staroslověnského. Z rukopisu preložil B. Havránek. — Praha, 1928.
- Le vieux slave. — Paris, 1929.
- Славянская палеография. — Белград: Институт за српски jезик САНУ, 2008.